# うまなで〜UMA to NADESHIKO〜
うまなで〜UMA to NADESHIKO〜（うまなで ウマトナデシコ）とはフジテレビ系列局で2007年1月6日から12月22日まで、毎週土曜深夜25:15〜25:45（JST）に放送されていたスポーツ番組である。

## 概要
同局系列の『うまなりクン』『あしたのG』『うまッチ!』から続く東日本地域向けの競馬バラエティ番組。1998年4月から続いている同枠としては過去最短の放送回数（全49回）で終了した番組となった。
番組制作発表会見の際に小須田和彦プロデューサー（当時）が「初心者も楽しみながら学べる番組」というコメントを発表。基本としては出演者3名を含めて初心者が楽しみながら競馬の知識や競馬の楽しみ方を教えるという流れを踏まえながら進行された。

## レギュラー出演者
MCを務めた女子3名はいずれも競馬素人であった。
東原亜希
番組内での愛称は「アキアキ」（安田には普段「ひがしっぱらさん」と呼ばれていたらしい）。MC3名の中では1番競馬知識が豊富であるが番組内ではコメディー担当と位置付けられていたようで、JRA栗東トレセン坂路でのMC徒競走対決では他の2人が女の子らしいピンクのジャージに「ミサミサ」「リカリカ」と書かれた名札付きだったのに対し地味な紺色のジャージにひとりだけ「ひがしはら」と書かれた名札をつけるなどうまなでさんや番組スタッフは元より取材に訪れた先の騎手などから冷たい仕打ちを受けることも多かった。
4月15日放送分の皐月賞前の突撃取材では、栗東トレセン所属で本命視されていたフサイチホウオーを担当。厩舎に訪れて馬に直接触れるなどして熱心に応援していたが、本番では同馬が3着に敗退。それ以後東原が本命印を打った馬がことごとくレースで敗れてしまう事態が続いたため、競馬界の大御所の一人・杉本清に代わって「本命キラー」と呼ばれている。5月27日放送分の第74回東京優駿予想特集では、ヒラボクロイヤルに騎乗する武幸四郎騎手のVTRインタビューにおいてヴィクトリアマイルで東原が本命にし本番でも断然の1番人気に押されていたカワカミプリンセスで惨敗したことを持ち出され「亜希ちゃんが本命にするから負けた」とまで口にされたように既に競馬サークル内でも都市伝説化している。この言葉を聞いた東原は、急遽買い目フリップにヒラボクロイヤルを追加。その行為はうまなでさんから「DEATH NOTEに書かれた」と揶揄された。春シーズンは第48回宝塚記念まで予想は全敗、秋のGIシリーズになってからもずっと連敗が続いていたが11月11日の第32回エリザベス女王杯でダイワスカーレットを本命に推奨、結果は見事1着で自身の誕生日についに番組開始以来の連敗を38で止めた。しかし結果的には番組自体を1年で終わらせ、さらには途中から出演した『スーパー競馬』の幕も引くこととなった。
好きな馬はウオッカ。自身が馬券を買って初めて当たったのが同馬からの馬券だった。
安田美沙子
番組内での愛称は「ミサミサ」。美形グラビアアイドルとしての知名度から騎手の中にも安田ファンを公言するものが多く、競馬場やトレセンへ番組取材に行くとその場でファン告白されることも多い人気者。また「おしえて、うまなでさん」のコーナーでは、最もうまなでさんの色ボケ質問の標的になっていた。
好きな馬は栗毛の皐月賞馬ダイワメジャー。2006年のマイルチャンピオンシップで、安田が表彰式プレゼンターとしてJRA京都競馬場に招かれた際に同レースの勝ち馬となったことでファンになった。また番組内で応援していたウオッカも一押し。2頭が初対決となった第48回宝塚記念では距離適性を考慮してウオッカ本命、ダイワメジャー単穴に指名した。
MC3人娘の間では一番競馬にハマっていて、プライベートでも毎週朝の1レースから馬券を購入している。但し、全体の戦績はあまり芳しくない。蛯名正義騎手を中心に馬券を購入した際に大きく儲けたことがあり、それ以来同騎手を注目しているようで予想コーナーで度々同騎手の名前が挙がっていた。
普段の馬券で鍛えられてきたこともあり、結果がことごとく荒れたことで有名な2007年春のGIレース予想ではオークスから安田記念まで3連続で馬券を当てている。また番組内での買い目ではないが、個人的に購入したヴィクトリアマイルでも優勝したコイウタの単勝馬券を当てている。
今井りか
番組内での愛称は「リカリカ」。MC3名の中では1番の天然ボケキャラで「おさらいなでしこ」のコーナーでは毎回のように珍回答を披露していた。そのおかげで一番罰ゲーム率が高いが時として素人ゆえの鋭い質問を投げかけて、うまなでさんが感心した場面もしばしば。秋競馬になってからはオープニングで今井が描いたゲストの似顔絵を披露していた。
番組の関係で知った武豊騎手のファンになる。馬券予想でも同騎手を本命に据えることが多かった。
面白いエピソードはいくつかあるようだが、どうやら所属事務所からエピソードを披露する事を止められているらしい。
うまなでさん・・・Vo.川島明（麒麟）
競馬普及に尽力する番組マスコットの謎のお馬さん。
- 「教えて!うまなでさん」のコーナーでわかりやすく詳細にレクチャー出来る豊富な競馬知識を持つ。
- 話の最中に競走馬をもじった駄洒落を織り交ぜるクセがある。主に1990年代から2000年代前半の名馬をもじったものが多い。
- 事あるごとに下ネタに引っ掛けた発言をするので、その際はMCの女子たちから「エロなでさん」と呼ばれている。特に男性人気の高い安田が標的にされる場合が多く、うまなでさん自身はこれを「視聴者サービス」と言い切っている。逆に今井が標的にされることは殆ど無い。
- レース予想の際はファッションが予想屋風に変化する。番組放送開始当初は実際の競馬予想でも極めて的中率が高かった。しかし調子に乗ったせいかその後はあからさまな穴狙いが顕著になり、途端に的中率が下がってしまった。
- 白毛馬の筈だが徐々に黄ばんでいるらしく、よくその事をMCからツッこまれる。
- 誕生日は2月3日である。
- 2月18日放送分にてゲストのペナルティが出演した時、ヒデに「普段は首の長い動物の名前で…」、ワッキーに「肩口に茶色い貧乏神が見えるんですが…」「普段は（手でマイクを作り口に近づけ）『うまなでです。』って…」などと存在をばらすかのようなツッコミが入ったがうまなでさんは「そういった話はここでは一切タブーになっておりますので…」と慌てていた。また今井には「（うまなでさんは）吉本じゃないですから…」という逆に意識させる追い討ちのツッコミが入った。
- 「私がロケに行ったら身長179cmの“うまづらさん”に変身してしまいますから…」と発言。
- 関西に遠征すると別の動物の名前と言い間違えられる。
- 京都にあるバーバーオオハラという散髪屋をよく利用している。
- 某ニュース報道をMC娘たちにツッコまれて「かをかをのコトデスカ?」と発言。それ以降何故かこのネタで冷やかされる事が多くなった。
- 秘密プロジェクトで作成した「うまなでジュニア」のぬいぐるみが作られフジテレビ屋上庭園で200個限定で売り出されることになったが、発売開始からわずか25分にて完売したため急遽800個の追加販売が決定した。
- 後ろの掛け軸には放送週ごとにいろいろ書き換えられている。秋競馬からは穴馬王子（もしくは王妃）を示す内容が書かれている。
- なお、うまなでさんの声主について放送時は伏せていたが最終回のエンディングロールに表示され正式に公表された。
- 尚、ぬいぐるみは次番組の『みんなのウマ倶楽部』のセットの一部に使用されていた。しかし、これは番組開始当初だけで現在はなくなっている。

## 番組内コーナー
教えて!うまなでさん
レギュラー3人がうまなでさんの教えの元で、毎週1つずつ競馬に関する知識を学習する企画。タイトルコールは東原が担当。サラブレッドに関する知識から競馬の歴史、馬券の買い方など勉強の題材は幅広く選ばれていた。末期はコーナーの最中にうまなでさんが微妙にエロい質問をMCに浴びせて無理矢理答えさせるのが定番の流れになっていた。
おさらいなでしこ
「教えて!うまなでさん」で学んだ事をおさらいするコーナー。レギュラー3人にテストとして出題されたものをフリップに書いて解答。1番出来が悪かった解答者をうまなでさんが独断で選び、選ばれたMCは番組のエンディングで様々な罰ゲームを受けることになる。中にはスタッフの思惑を外れて罰ゲームのつもりが全く罰ゲームにならなかったりする場合もあった。東原が罰ゲームを受けたときはコギャルのコスプレをしたり、馬のメンコを被せられたりと他の2人に比べギャグオチの罰ゲームになっていることが多かった。
J-1GPうまなで杯BTC賞
BTC：Balance Time Championshipの略。現役騎手8人によるトーナメント戦で1対1の対戦形式で行われた。バランスボールに乗りながら60秒を体内時計で測り、60秒経過したと感じた時点で「ゴール!」と宣言し挙手。60秒に近い選手が勝利、途中で落下した場合は失格。関東ブロックも開催されたが、60秒から30秒に時間が変更された。さらに準決勝より1分30秒に変更された。2月17日はゲストのペナルティの2人で対決が行われ、ヒデが勝利した。放送1週目からあった企画コーナーだが、週によって放送されない場合が多く不遇なコーナーでもあった。
ついてるヤツに乗れ!究極の1分勝負
フジサンケイグループの21人の競馬記者の中で、前週に一番的儲けた記者が1分間という時間の中でレース予想を展開。ただしロケの特集やゲストが登場した時、あるいは編集の都合などで1分予想のコメントは省略されトラックマンの予想を紹介しただけで終わる場合もあった。それらを参考にうまなでさんMC3人娘も予想を発表。
4月22日放送分ではトラックマンに代わり、前週の皐月賞で3連単162万馬券の大穴を的中し話題になった爆笑問題の田中裕二が登場し予想を披露した。
KNN（ケイ・エヌ・エヌ）
安田がニュースキャスター「MISA」となって、その週までに競馬界で起こったニュースを伝えた。また当日に行われたレースの結果もこのコーナーで伝えられた。安田とMISAは別人という設定。そのことについて、うまなでさんに「レイザーラモン（HG）と住谷君みたいな」と突っ込まれた。このコーナーのみ別撮り収録VTRであった。
HORSCOPE ウマ占い
競馬予想に対するラッキーポイントのアドバイスつきの占い。タイトルコール共々今井が担当。12星座占いで日曜日の運勢の良い順にランキング形式で発表。出演者の星座の順位と内容は必ず詳しく紹介されるようで、安田はおうし座、東原はさそり座の結果に一喜一憂するシーンが見られた。また占いを伝える今井は自分の星座であるうお座の順位が高い時は中立的な立場を忘れてハイテンションになる事があった。末期はレース予想時にマルチ画面のスーパーの中で占いが表示される形式に変更された。
ファースト万馬券
秋競馬からスタートした予想企画。うまなで3人娘がはじめての万馬券的中を目指し、番組がチョイスしたレースについて予想。番組には毎週「穴馬王子（女性ゲストの場合は穴馬王妃）」という名目でゲストを招き、過去にあった競馬に纏わる自身のエピソード（万馬券的中自慢、または競馬への思い入れ）を披露しうまなでさんも交えてのトークを繰り広げた。その後でうまなでさん（データ重視）とゲスト（ゲストの予想スタイル重視）が3頭ずつ、3人娘は各々本命馬を1頭ずつピックアップし3名が予想した3頭の3連単ボックス馬券で勝負。なお、この予想は3人が相互にレギュラー出演中の『スーパー競馬』でも発表された。アンタッチャブルが穴馬王子として登場した際は、「山崎弘也のうまッチ!山崎予想劇場」が再現された。
運命のパドック
番組最後にうまなで3人娘とゲストが運の悪さを競うために行われたゲーム。出された食べ物（週によって異なる）の中で1つだけ中身が激辛のものが入っており、1人だけが罰を喰らってしまう。

## スタッフ
- ナレーション - 佐藤賢治
- 人形操演 - 人形劇団ひとみ座
- 構成 - 村上卓史、一文無隼人、天野敏宏
- 技術 - 菊池謙、石井友幸
- 照明 - 中村英二、松岡慶子
- 編集 - 小池克己、小西浩二郎
- MA - 中村貴明、和光康彦
- 音響効果 - 金子寛史
- 美術 - 大坊雄二、古賀飛
- デザイン - 深井誠之
- CGデザイン - 木本禎子
- CG - 畑野絵里、山口剛
- 技術協力 - 共同テレビ、共同エディット、マルチバックス
- TK - 小島陽子
- AD - 鈴木俊之
- AP - 河村洋一郎、岡田雅世
- ディレクター - 椎名大助、山村章之
- 演出 - 東園基臣
- プロデューサー - 矢延隆生（2007年7月 - ）
- 制作著作 - フジテレビ

### 過去のスタッフ
- プロデューサー - 小須田和彦（ - 2007年6月）

## ネット局
- フジテレビ
- 北海道文化放送
- 仙台放送
- 福島テレビ
- 新潟総合テレビ
- 長野放送
- テレビ静岡

## 使用楽曲
オープニングテーマ
- JENNY ROM / WWW.BLONDE GIRL

エンディングテーマ
- CEYREN / With You （2007年1月 - 6月）
- 山田優 / Palm　（2007年7月 - 12月）